# Homo heidelbergensis
Homo heidelbergensis (Člověk heidelberský, pojmenován podle university v Heidelbergu) žil před 600–250 tis. lety (někdy se rozptyl zvětšuje na 700–200 tisíc). Dříve byl označován jako Homo sapiens heidelbergensis, Homo erectus heidelbergensis, či Homo sapiens paleohungaricus (naleziště Vértesszőlős). Mezi H. heidelbergensis se někdy řadí i Homo steinheimensis, H. rhodesiensis a H. capranensis. Podle některých vědců se jedná o nový lidský druh, podle dalších je to nejstarší forma druhu Homo sapiens. Jedna z novějších teorií tvrdí, že se jedná o předchůdce jak Homo neanderthalensis, tak Homo sapiens sapiens. Pro H. heidelbergensis je typické výrazné zvětšení mozku oproti Homo ergaster. Kosti lebky jsou poměrně tlusté, silnější než u H. ergaster, ale tenčí než u H. erectus. Kosterní nálezy jsou relativně hojné. Způsob výroby nástrojů byl velmi podobný technologii Acheulean (Acheuléen) druhu Homo erectus.

## Stavba těla a chování
Jak Homo antecessor tak Homo heidelbergensis pravděpodobně pocházeli z morfologicky velmi podobného afrického Homo ergaster. Ale protože Homo heidelbergensis měl větší mozkovnu (s typickým objemem 1100–1400 cm³), silnější kostru, vyšší čelo, dokonalejší nástroje a chování, získal speciální druhové vyčlenění. Zástupci druhu („muži“) byli asi 1,75 metru vysocí a v průměru svalnatější než Homo sapiens. Velcí samci mohli vážit okolo 100 kg, průměr byl však podstatně menší: 60–70 kg. Podle profesora Lee R. Bergera z University of Witwatersrand ukazuje množství kostí z nálezů v jižní Africe, že místní populace, které oblast obývaly před 500–300 tisíci lety, dosahovaly obřích rozměrů, často přesahujích 2,13 m.

Opotřebení zubů ukazuje, že byl pravoruký, jako většina moderních lidí.

### Sociální chování

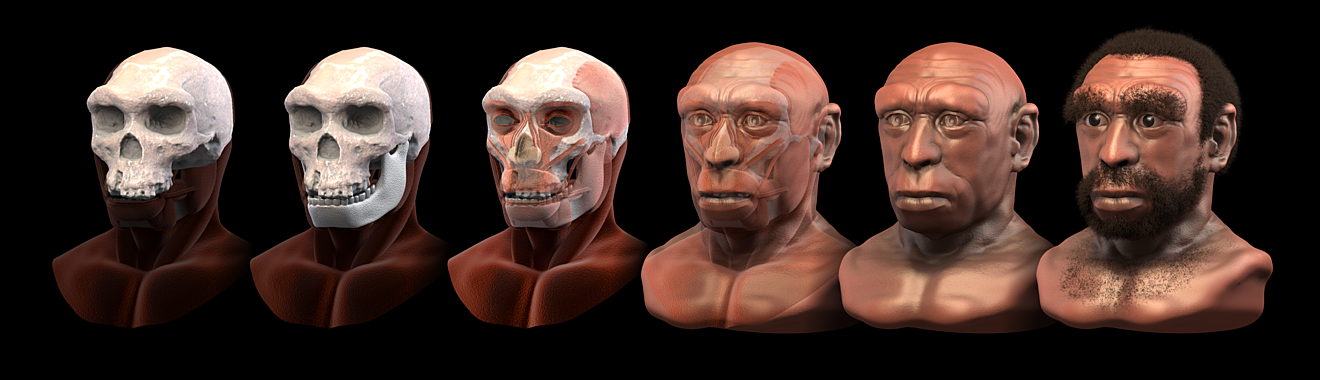
Postupná rekonstrukce hlavy člověka heidelberského

Na základě nálezů v Atapuerce (Španělsko) se usuzuje, že H. heidelbergensis mohl být prvním druhem z rodu homo, který pohřbíval své mrtvé a dokonce dával i pohřební dary. Někteří badatelé se domnívají, že H. heidelbergensis podobně jako jeho následovník H. neanderthalensis používal primitivní druh řeči. Žádné formy umění nebyly objeveny, ačkoli v Terra Amata v jižní Francii došlo k nálezu červeného okru, minerálu, z něhož se vyrábělo barvivo používané na malování.

### Jazyk
Stavba vnějšího a středního ucha napovídá, že tento druh měl sluchovou vnímavost podobnou moderním lidem a velmi rozdílnou od šimpanzů. Uměl pravděpodobně rozlišovat mnoho různých zvuků. H. heidelbergensis byl blízký příbuzný či dokonce velmi pravděpodobně migrační potomek druhu H. ergaster. Ten je považován za prvního hominida, který uměl hláskovat a na tomto základě mohl H. heidelbergensis rozvinout poněkud sofistikovanější kulturu.

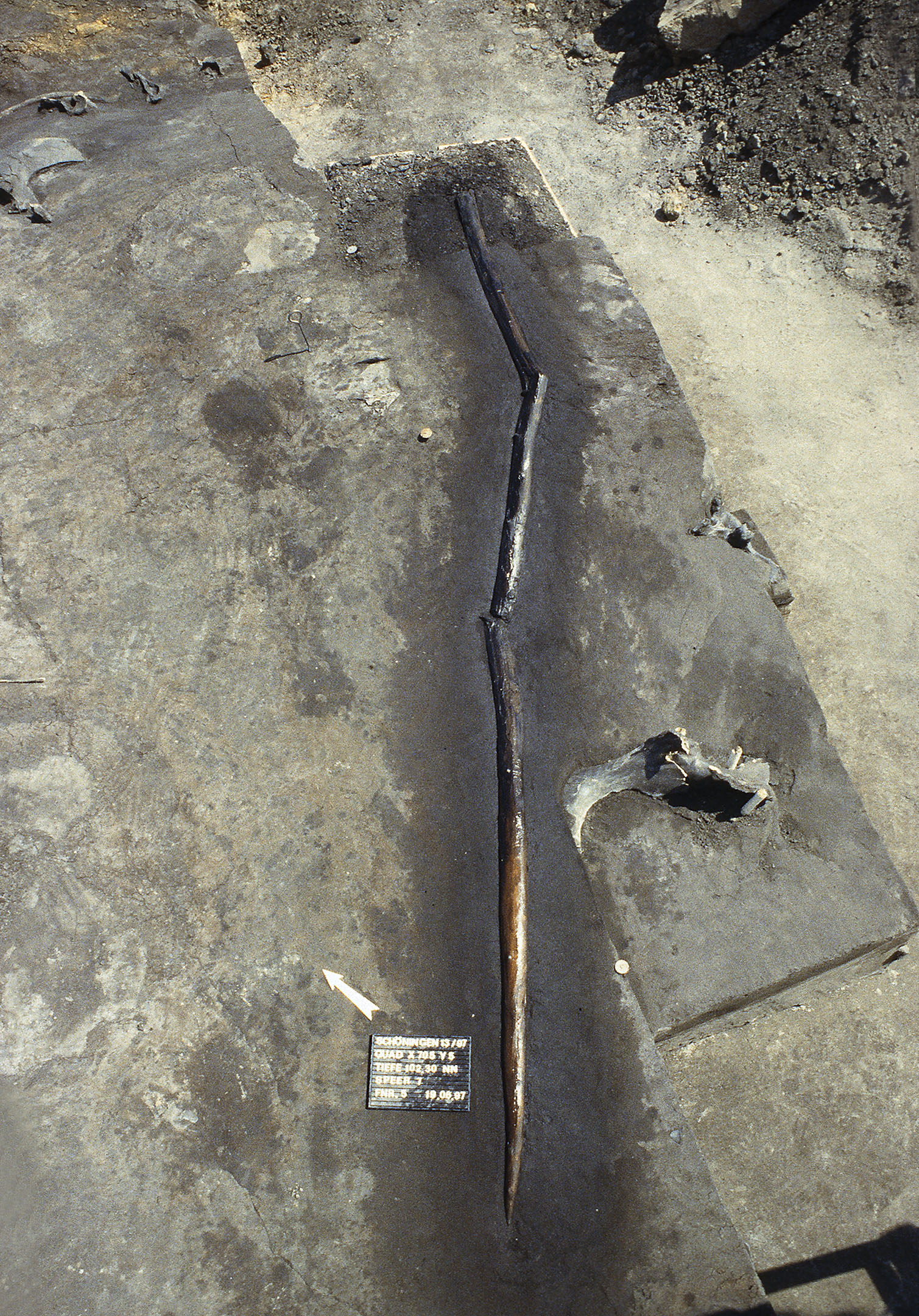
Oštěp VII z Schöningenu objevený roku 1997

### Zbraně
Osm 300–400 tisíc let starých dřevěných vrhacích oštěpů bylo nalezeno v Schöningenu v severním Německu. Má se zato, že je zhotovil H. heidelbergensis. Tyto oštěpy jsou skvěle vyvážené a opracované a výborně se s nimi dá házet na velkou vzdálenost. Jedná se o poměrně ojedinělý nález, neboť obecně vrhací zbraně používal ve větší míře až H. sapiens. Ukazuje však, že technologie H. heidelbergensis už byla na poměrně slušné úrovni a že se jednalo o aktivního lovce.

### Potrava
Průzkum zubů H. heidelbergensis naznačuje, že jeho potrava sestávala ve větší míře z rostlinné stravy, než je tomu například u neandertálce. Rostliny (kořínky, různé plody a semena) zřejmě zajišťovaly až 80 % energetického příjmu. Nedá se vyloučit i tepelná úprava rostlinné stravy. Z dosavadních nálezů navíc nelze prokázat kanibalismus, který je znám například u Homo antecessor a u neandertálce. Podle nálezů z jihoanglického Boxgrove usuzujeme, že H. heidelbergensis lovil i velká statná zvířata – nosorožce, prajeleny, bizony. Používal k tomu především dřevěné oštěpy, jejichž hroty vytvrzoval v ohni. Ulovená zvířata lovci porcovali, vnitřnosti a morek jedli na místě, svalovinu odnášeli ke své tlupě.

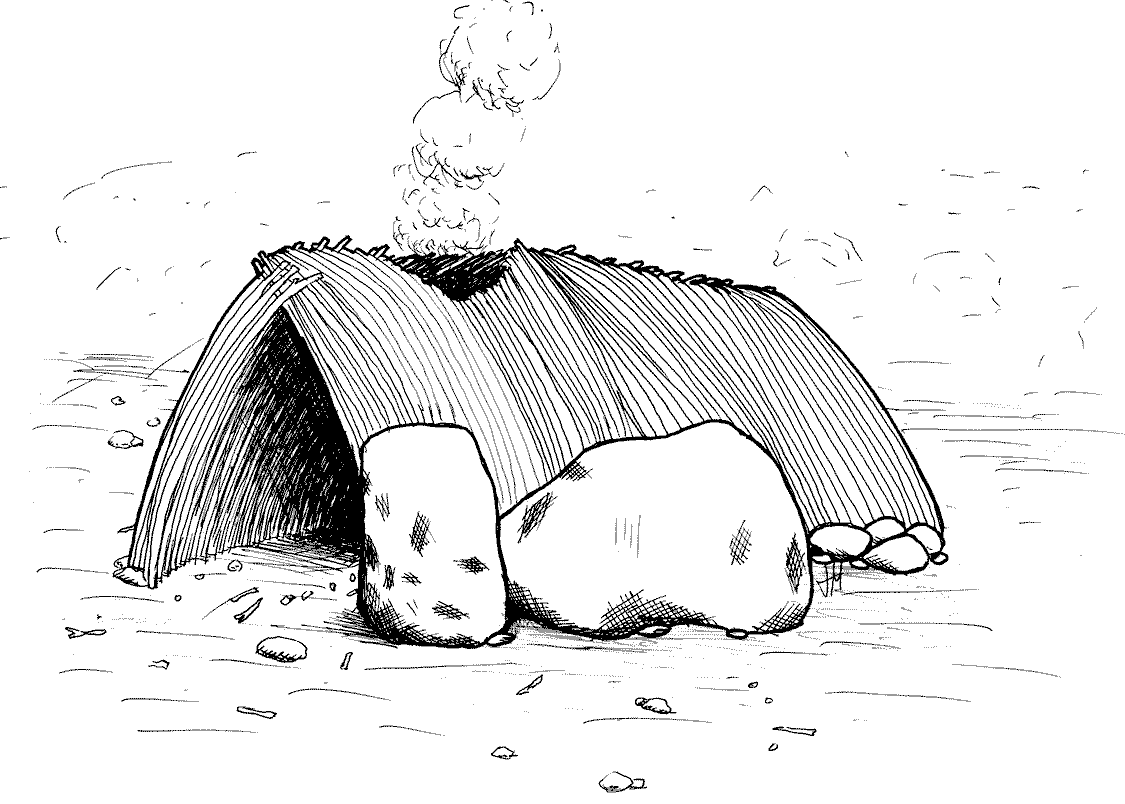
Možná podoba chatrče z Terra Amata

## Obydlí
V lokalitě Terra Amata poblíž Nice ve Francii se našly pozůstatky jednoduchých obydlí starých asi 380 000 let. Jednalo se chatrče sestavené z větví zřejmě pokrytých kůží. Konstrukci z vnější strany podpíralo kamení. V chatrčích se našly důkazy po ohni. Jedná se o jeden z nejstarších dokladů používání ohně v Evropě. Obydlí jsou připisována Homo heidelbergensis.

## Evoluce
Protože H. heidelbergensis žil na dvou kontinentech – v Africe a v Evropě, došlo k izolaci dvou populací během čtvrtohorních period Wolstonian a Ipswichian (Mindel, Holštýn). Neandrtálci se vyvinuli v Evropě z H. heidelbergensis přibližně před 300 tisíci lety během období Wolstonian. H. sapiens se naproti tomu vydělil před 200–100 tisíci lety v Africe. Nálezy zkamenělin jako jsou lebky z Atapuerca a Kabwe vnesly více světla do těchto dvou větví druhu H. heidelbergensis.

H. neanderthalensis si podržel většinu rysů H. heidelbergensis kromě výšky. Neandrtálci byli menší, značně robustní, s velkými nadočnicovými oblouky, mírně vystupující tváří a zapadlou bradou. Měli rovněž největší mozek ze všech hominidů. Naproti tomu Homo sapiens má nejmenší nadočnice ze všech hominidů, je vysoký a štíhlý a má plochou tvář s vystupující bradou. V průměru má větší mozek než H. heidelbergensis, ale menší než neandrtálec. Jedná se o jediného hominida s vysokým čelem, plochou tváří a tenkým obočím.

Někteří vědci se domnívají, že H. heidelbergensis je zvláštní druh, jiní se domnívají, že jde o součást vývojové větve jiných druhů homo. Scénáře naznačují možné vývojové linie takto. 1) Homo heidelbergensis → H. neanderthalensis; 2) H. heidelbergensis → H. rhodesiensis → H. sapiens idaltu → H. sapiens sapiens.

Je nutné poznamenat, že zařazení H. heidelbergensis do lidské evoluce je stále velmi nejednoznačné (stejně tak jako lidská evoluce samotná). Dříve byl vesměs považován za poddruh či regionální formu druhu H. erectus, nicméně tento názor je dnes spíše v menšině. Neví se přesně jaký byl vztah H. heidelbergensis, H. antecessor a H. rhodesiensis a ani to, zda je možno H. heidelbergensis považovat za první druh H. sapiens. Obecně se má v současnosti zato, že H. heidelbergensis je pravděpodobnějším předchůdcem H. sapiens než H. erectus. Evoluční spojitost mezi H. heidelbergensis a H. neanderthalensis je vysoce pravděpodobná. Teorie o multiregionálním vývoji člověka vše ještě více komplikuje.

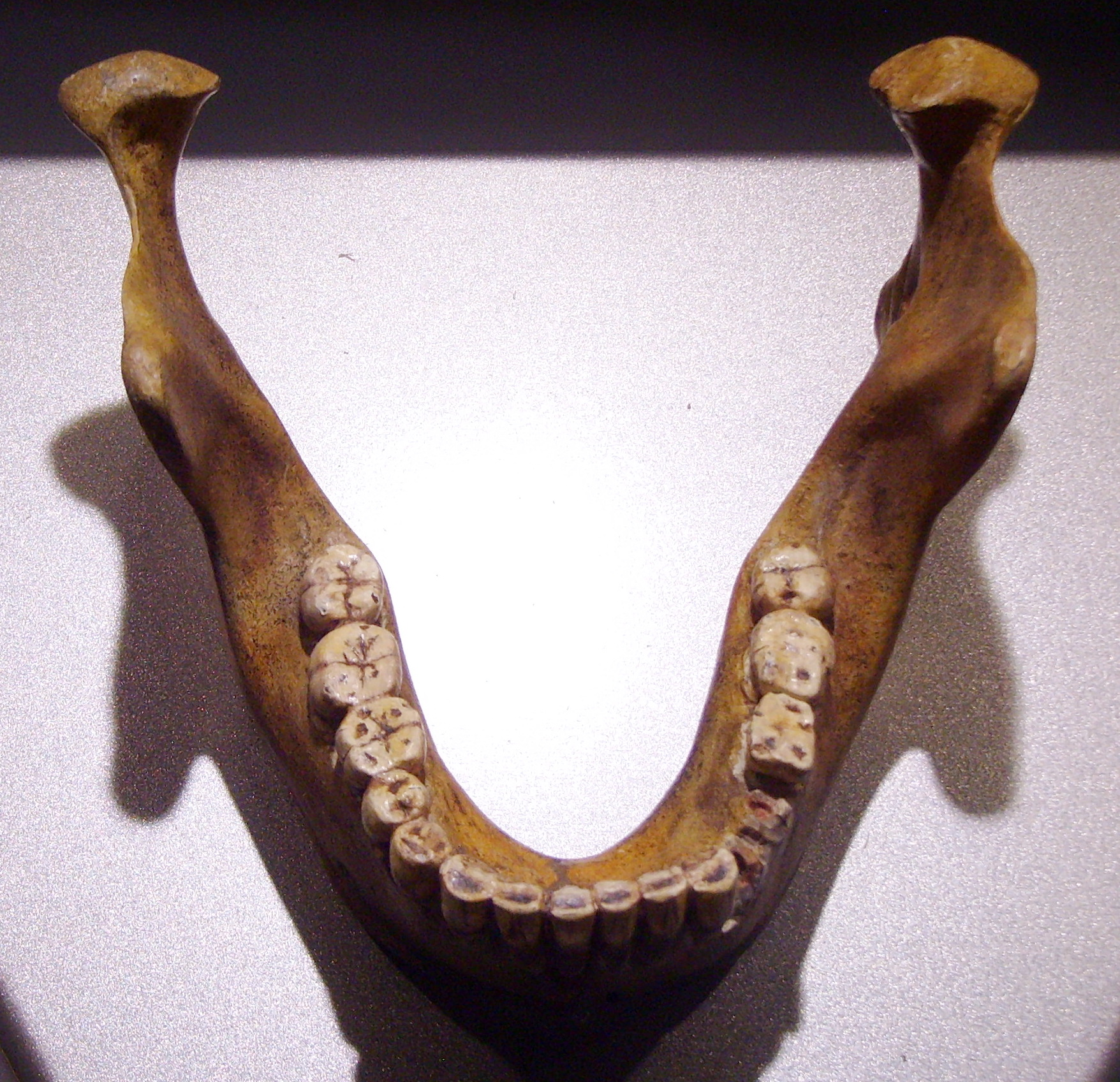
Replika čelisti z Maueru, první nález druhu Homo heidelbergensis.

## Objev
K prvnímu nálezu zkamenělin tohoto druhu došlo 21. října 1907 ve vesnici Mauer v jihozápadním Německu, kde dělník Daniel Hartmann objevil čelist v hromadě písku. Dělník dal čelist profesoru Otto Schoetensackovi z university v Heidelbergu, který nález pojmenoval. Další pozůstatky se našly v těchto místech: Steinheim an der Murr (Německo), Arago (Francie), Petralona (Řecko) a Ciampate del Diavolo (Itálie).

### Další nálezy
V roce 1994 došlo k nálezu holenní kosti v Boxgrove Quarry (Anglie) nedaleko pobřeží kanálu La Manche. Kost byla datově zařazena do období před 500 tisíci lety (plus minus 24 tisíc let), což odpovídá H. heidelbergensis. Na kosti byly stopy čelistí velkého predátora. V této lokalitě se navíc nalezlo množství naporcovaných zvířat a různě opracovaných pazourků.

V roce 1992 bylo ve Španělsku v lokalitě Sima de los Huesos (česky Jáma kostí, v Sierra de Atapuerca) nalezeno velké množství kostí starých vždy nejméně 350 tisíc let. Jednalo se o kosti 28 lidí, množství zvířat a pěstní klín zvaný Excalibur. Pochází odtud 90 % nálezů H. heidelbergensis včetně velmi dobře zachované Lebky 5. Jako zajímavost je možné zmínit to, že naleziště nedaleko od těchto obsahují jediné zkameněliny druhu Homo antecessor.

V roce 2005 se v Pakefieldu v Suffolku (Anglie) našlo množství nástrojů a zubů, jejichž datace spadá do období před 700 tisíci lety a mohla patřit lidskému druhu na rozhraní H. antecessor a H. heidelbergensis.

## Film
Homo heidelbergensis se objevuje ve čtvrtém díle série Putování s pravěkými lidmi z produkce BBC.